# لي سوليات
لي سوليات (بالإنجليزية: Le Soliat)‏ هو أحد جبال سلسلة جورا وجزء من القمة الأم شاسيرون يقع في كانتون نيوشاتل (near the كانتون فود border), سويسرا. يبلغ ارتفاع الجبل حوالي 1465 متر، بينما يبلغ ارتفاع نتوء الجبل 205 متر.